# Grammy Awards de 2013
A 55.ª cerimônia anual do Grammy Awards foi realizada em 10 de fevereiro de 2013 no Staples Center em Los Angeles, com transmissão pelo canal CBS.
"The GRAMMY Nominations Concert Live!! — Countdown To Music's Biggest Night" aconteceu em 5 de dezembro de 2012 na Bridgestone Arena em Nashville, TN. O grupo Maroon 5, três vezes vencedor do Grammy performou no evento e LL Cool J foi o anfitrião novamente. Em 29 de outubro de 2012, a Recording Academy anunciou que a cantora Taylor Swift seria a anfitriã com LL Cool J, e o cantor/escritor Luke Bryan seria adicionado à progromação. O evento também contou com performances de Fun., Ne-Yo, Hunter Hayes, The Band Perry, Dierks Bentley e The Who.

## Vencedores e Indicados
Os indicados foram anunciados em 5 de dezembro de 2012 e os vencedores conhecidos na data da premiação são: 

### Categorias Universais
Gravação do Ano
"Somebody That I Used to Know" – Gotye com Kimbra
Wally de Backer, produtor; Wally de Backer & François Tétaz, engenheiros/mixers; William Bowden, engenheiro de masterização
- "Lonely Boy" – The Black Keys
  - The Black Keys & Danger Mouse produtores; Tom Elmhirst & Kennie Takahashi, engenheiros/mixers; Brian Lucey, engenheiro de masterização
- "Stronger (What Doesn't Kill You)" – Kelly Clarkson
  - Greg Kurstin, produtor; Serban Ghenea, John Hanes, Greg Kurstin & Jesse Shatkin, engenheiros/mixers; Chris Gehringer, engenheiro de masterização
- "We Are Young" – Fun com Janelle Monáe
  - Jeff Bhasker, produtor; Jeff Bhasker, Andrew Dawson & Stuart White, engenheiros/mixers; Chris Gehringer, engenheiro de masterização
- "Thinkin Bout You" – Frank Ocean
  - Frank Ocean, produtor; Jeff Ellis, Pat Thrall & Marcos Tovar, engenheiros/mixers; Vlado Meller, engenheiro de masterização
- "We Are Never Ever Getting Back Together" – Taylor Swift
  - Max Martin, Shellback & Taylor Swift, produtores; Serban Ghenea, engenheiro/mixer; Tom Coyne, engenheiro de masterização

Álbum do Ano
Babel – Mumford & Sons
Markus Dravs, produtor; Robin Baynton & Ruadhri Cushnan, engenheiros/mixers; Bob Ludwig, engenheiro de masterização
- El Camino –  The Black Keys
  - The Black Keys & Danger Mouse, produtores; Tchad Blake, Tom Elmhirst & Kennie Takahashi, engenheiros/mixers; Brian Lucey, engenheiro de masterização
- Some Nights –  Fun
  - Janelle Monáe, artista convidada; Jeff Bhasker, Emile Haynie, Jake One & TommyD, produtores; Jeff Bhasker, Pete Bischoff, Jeff Chestek, Andrew Dawson, Emile Haynie, Manny Marroquin, Sonny Pinnar & Stuart White, engenheiros/mixers; Chris Gehringer, engenheiro de masterização
- Channel Orange – Frank Ocean
  - André 3000, John Mayer & Earl Sweatshirt, artistas convidados; Om'Mas Keith, Malay, Frank Ocean & Pharell, produtores; Calvin Bailif, Andrew Coleman, Jeff Ellis, Doug Fenske, Om'Mas Keith, Malay, Frank Ocean, Philip Scott, Mark "Spike" Stent, Pat Thrall, Marcos Tovar & Vic Wainstein, engenheiros/mixers; Vlado Meller, engenheiro de masterização
- Blunderbuss –  Jack White
  - Jack White, produtor; Vance Powell & Jack White, engenheiros/mixers; Bob Ludwig, engenheiro de masterização

Canção do Ano
"We Are Young"
Jack Antonoff, Jeff Bhasker, Andrew Dost & Nate Ruess, compositores (Fun com Janelle Monáe)
- "The A Team"
  - Ed Sheeran, compositor (Ed Sheeran)
- "Adorn"
  - Miguel Pimentel, compositor (Miguel)
- "Call Me Maybe"
  - Tavish Crowe, Carly Rae Jepsen & Josh Ramsay, compositores (Carly Rae Jepsen)
- "Stronger (What Doesn't Kill You)"
  - Jörgen Elofsson, David Gamson, Greg Kurstin & Ali Tamposi, compositores (Kelly Clarkson)

Artista Revelação
Fun
- Alabama Shakes
- Hunter Hayes
- The Lumineers
- Frank Ocean

### Pop
Melhor Performance Solo de Pop
"Set Fire to the Rain" (Live at the Royal Albert Hall) – Adele
- "Stronger (What Doesn't Kill You)" – Kelly Clarkson
- "Call Me Maybe" – Carly Rae Jepsen
- "Wide Awake" – Katy Perry
- "Where Have You Been" – Rihanna

Melhor Performance Duo/Grupo de Pop
"Somebody That I Used to Know" – Gotye com Kimbra
- "Shake It Out" – Florence and the Machine
- "We Are Young" – Fun com Janelle Monáe
- "Sexy and I Know It" – LMFAO
- "Payphone" – Maroon 5 com Wiz Khalifa

Melhor Álbum Pop Instrumental
Impressions – Chris Botti
- 24/7 – Gerald Albright & Norman Brown
- Four Hands & A Heart Volume One – Larry Carlton
- Live At The Blue Note Tokyo – Dave Koz
- Rumbadoodle – Arun Shenoy

Melhor Album Pop Vocal
Stronger – Kelly Clarkson
- Ceremonials – Florence and the Machine
- Some Nights – Fun
- Overexposed – Maroon 5
- The Truth About Love – Pink

### Dance/Electronica
Melhor Gravação Dance
"Bangarang" - Skrillex
Skrillex, produtor; Skrillex, mixer
- "Levels" - Avicii
  - Tim Bergling & Ash Pournouri, produtores; Tim Bergling, mixer
- "Let's Go" - Calvin Harris com Ne-Yo
  - Calvin Harris, produtor; Calvin Harris, mixer
- "Don't You Worry Child" - Swedish House Mafia com John Martin
  - Steve Angello, Axwell & Sebastian Ingrosso, produtores; Steve Angello, Axwell & Sebastian Ingrosso, mixers
- "I Can't Live Without You" - Al Walser
  - Al Walser, produtor; Al Walser, mixer

Melhor Álbum Dance/Eletronica
Bangarang – Skrillex
- Wonderland – Steve Aoki
- Don't Think – The Chemical Brothers
- > Album Title Goes Here < – deadmau5
- Fire & Ice – Kaskade

### Pop Tradicional
Melhor Album de Pop Tradicional
Kisses on the Bottom – Paul McCartney
- Christmas – Michael Bublé
- A Holiday Carole – Carole King

### Rock
Melhor Performance de Rock
"Lonely Boy" – The Black Keys
- "Hold On" – Alabama Shakes
- "Charlie Brown" – Coldplay
- "I Will Wait" – Mumford & Sons
- "We Take Care of Our Own" – Bruce Springsteen

Melhor Performance de Hard Rock/Metal
"Love Bites (So Do I)" - Halestorm
- "I'm Alive" - Anthrax
- "Blood Brothers" - Iron Maiden
- "Ghost Walking" - Lamb of God
- "No Reflection" - Marilyn Manson
- "Whose Life (Is It Anyways?)" - Megadeth

Melhor Canção de rock
"Lonely Boy" 
Dan Auerbach, Brian Burton & Patrick Carney, compositores (The Black Keys)
- "Freedom at 21"
  - Jack White, compositor (Jack White)
- "I Will Wait"
  - Ted Dwane, Ben Lovett, Winston Marshall & Marcus Mumford, compositores (Mumford & Sons)
- "Madness"
  - Matthew Bellamy, compositor (Muse)
- "We Take Care of Our Own"
  - Bruce Springsteen, compositor (Bruce Springsteen)

Melhor Álbum de Rock
El Camino - The Black Keys
- Mylo Xyloto - Coldplay
- The 2nd Law - Muse
- Wrecking Ball - Bruce Springsteen
- Blunderbuss - Jack White

### Alternativa
Melhor Álbum de Música Alternativa
Making Mirrors - Gotye
- The Idler Wheel... - Fiona Apple
- Biophilia - Björk
- Hurry Up, We're Dreaming - M83
- Bad as Me - Tom Waits

### Álbum falado
Melhor Gravação de Audiolivro, Narração e Contação de Histórias
- Society's Child: My Autobiography – Janis Ian
- American Grown [en] (Michelle Obama) – Diversos artistas
- Back to Work: Why We Need Smart Government for a Strong Economy [en] – Bill Clinton
- Drift: The Unmooring of American Military Power – Rachel Maddow
- Seriously... I'm Kidding – Ellen DeGeneres